# Корети (Сачхерский муниципалитет)
Корети (груз. ქორეთი) — село в Грузии, на территории Сачхерского муниципалитета края (мхаре) Имеретия.

## География
Село находится в центральной части Грузии, к югу от реки Квирилы, на расстоянии 5 километров к юго-юго-западу от города Сачхере, административного центра муниципалитета. Абсолютная высота — 617 метров над уровнем моря.

## Население
По результатам официальной переписи населения 2014 года, в Корети проживало 1348 человек (672 мужчины и 676 женщин). В национальной структуре населения грузины составляли 99,6 %, осетины — 0,15 %, греки — 0,07 %.
| Год  | Население, человек |
| ---- | ------------------ |
| 2002 | 1942               |
| 2014 | ↘ 1348             |